# Halbmond-Blattlausschwebfliege
Die Halbmond-Blattlausschwebfliege (Parasyrphus punctulatus) gehört zur Familie der Schwebfliegen (Syrphidae).

## Erkennungsmerkmale

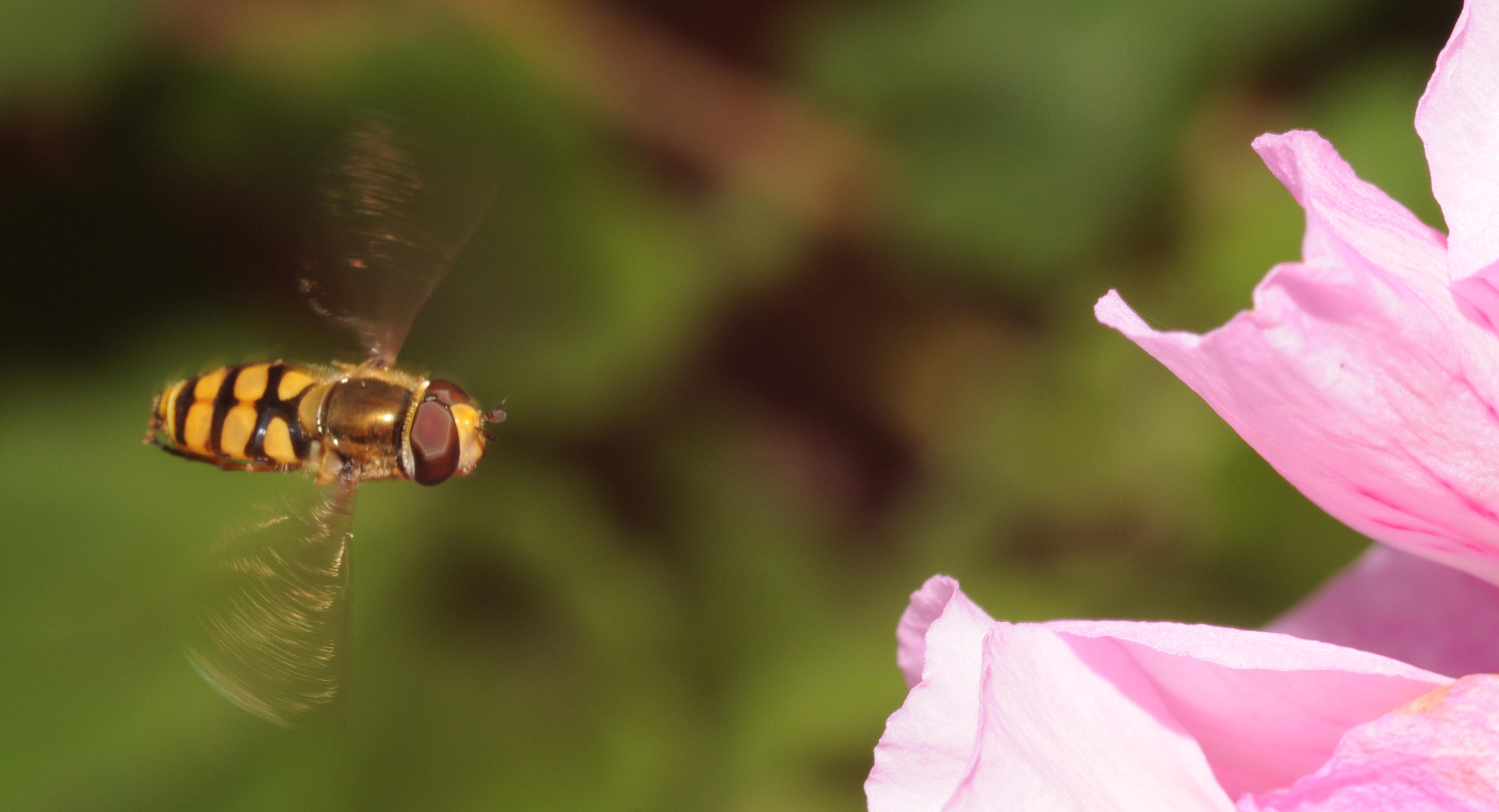
Im Flug

Die Spezies hat eine Größe von 7–9 mm. Die Fühler sind auf der Unterseite gelb. Die Augen sind nicht stark behaart. Der Hinterleib ist mit 3 gelben halbkreisförmigen Flecken auf dem 3. und 4. Abdominaltergit gezeichnet, die beim Männchen den Seitenrand nicht erreichen. Die Beine sind schwarz und die Knie bis zu den Ansätzen der Vorderschiene gelb. Die Flügel besitzen ein hellgraues Flügelmal (Pterostigma).

## Vorkommen
Die Halbmond-Blattlausschwebfliege ist von Europa bis Japan verbreitet. Sie findet sich stellenweise häufig an Waldwegen, Gebüschen, Waldrändern und stadtnahen Gärten. Ihre Flugzeit ist von März bis Juni mit einem Höhepunkt im März/April.

## Lebensweise
Die Larven der Halbmond-Blattlausschwebfliege sind zoophag, sie ernähren sich u. a. von bestimmten Blattläusen. Als Puppe überwintert die Larve, bevor sie im Frühling schlüpft. Im erwachsenen Stadium (Imago), der eigentlichen Schwebfliege, ernähren sie sich als Blütenbesucher vorzugsweise von Nektar und Pollen von niederen Pflanzen wie Huflattich, Kriechender Hahnenfuß, Zypressenwolfsmilch, aber auch Weiden.